# 金剛座
金剛座（こんごうざ）とは、金剛石のように堅固で壊れない座所。
釈迦が悟りを開いたブッダガヤの菩提樹下を金剛座と呼ぶ。
金剛石とは最高に堅くて丈夫な石でダイヤモンドの事だとされる。
金剛はサンスクリット語でヴァジュラ(vajra)といい、釈迦の教えが堅固であることを譬えたもの。
釈迦の座った所は獅子座とも呼ばれる。